# Winslow (Royaume-Uni)
Pour les articles homonymes, voir Winslow.
Winslow est une ville du Buckinghamshire en Angleterre.
Elle est jumelée avec Cours-la-Ville, devenue commune déléguée de Cours en 2016, en Auvergne-Rhône-Alpes.

## Histoire
Thomas Gainsborough a réalisé en 1759 le portrait de Richard Lowndes (1707-1775), fils aîné de Robert Lowndes, ministre de la reine Anne et l'un des fondateurs de la Banque d'Angleterre. Il a vécu dans la maison familiale de Waddon Hall, à Winslow, et a été haut-shérif du Buckinghamshire de 1738 à 1739 et député de 1741 à 1774.

## Personnalités liées à la ville
- William Lowndes (1652-1724), homme politique britannique whig, y est né.